# Mokrice (Gradiška)
Mokrice (szerbül: Мокрице), falu Gradiška községben, Bosznia-Hercegovinában, Bosanska krajina területén, a Szerb Köztársaságban. 

## Fekvése
Bosznia-Hercegovina északi részén, Banja Lukától légvonalban 35, közúton 43 km-re északra, községközpontjától légvonalban 4, közúton 6 km-re délre, 94 méteres magasságban, a Gradiška városától délre húzódó, a Jurkovica bal partján levő síkságon fekszik. Néhány házból álló kis település.

## Népessége
| Nemzetiségi csoport | Népesség 1991 | Népesség 2013 |
| ------------------- | ------------- | ------------- |
| Szerb               | 26            | 16            |
| Bosnyák             | 0             | 0             |
| Horvát              | 0             | 0             |
| Jugoszláv           | 0             | 0             |
| Egyéb               | 0             | 1             |
| Összesen            | 26            | 17            |

## Története
Mokrice területének római múltjára utal az itt talált jelentős római pénzlelet, mely mintegy kétezer darab, 4. századi római bronz érmét tartalmaz Valens és Valentinianus császárok idejéből.
A település területe 1878-ig tartozott az Oszmán Birodalomhoz, ekkor a berlini kongresszus határozata alapján az Osztrák-Magyar Monarchia része lett. A monarchia szétesésével 1918-ban előbb a Szerb-Horvát-Szlovén Királyság, majd 1929-től a Jugoszláv Királyság része. Jugoszlávia megszállása után a település a Független Horvát Állam (NDH) része lett. 
A falu 1945-től a szocialista Jugoszlávia része volt. A boszniai háború idején a település a Boszniai Szerb Köztársaság része volt. A daytoni békeszerződést követő területfelosztásnál a település Bosanska Gradiška község részeként a Szerb Köztársaság területéhez került. A háború után főként szerbek és romák települtek be, ma Gradiška városának agglomerációjához tartozik.

## Nevezetességei
- Római éremlelet a 4. századból.[4]